# Dölzschen
Dölzschen är en stadsdel i Dresden i Sachsen, Tyskland.